# خوان مانويل أوليفاريس
خوان مانويل أوليفاريس (بالإسبانية: Juan Manuel Olivares)‏ هو لاعب كرة قدم أرجنتيني في مركز الوسط، ولد في 14 يوليو 1988 في وايلد في الأرجنتين. لعب مع كيلمس ولوس أنديس.